# Naque-Nhepe
Naque-Nhepe (Naques-nhapemãs), jedna od nestalih plemena američkih Indijanaca koji su pripadali široj skupini Botocuda. Živjeli su u istočnom Brazilu na području današnje države Minas Gerais. Ime im se javlja i u sličnim varijantama Naque-nhapema, Naque-nhapemã i Nak-ñapma. Služili su se istoimenim jezikom ili dijalektom.

## Maleni rječnik
- krén...cabeça... glava
- kzyun?... dente... zub
- m?na... água... voda
- chompék... fogo... vatra
- tarú... sol... sunce
- nak... terra... zemlja
- uazyik... arco... luk (oružje)
- kuparák... onça... jaguar
- bakan... pássaro... ptica

## Vanjske poveznice
- Vocabulário da língua naque-nhapema